# AlloCiné
AlloCiné (фр. AlloCiné) — сервисная организация, которая предоставляет информацию о французском кинематографе, уделяя особое внимание продвижению и распространению новинок кинематографа на DVD, Blu-Ray и VOD носителях.

## История
Компания AlloCiné была создана в 1993 году. Первоначально предприятие было основано как телефонная служба о кинопрограммах, предоставляющая информацию без дополнительной платы за звонок, что отличало её от подобных сервисов. Начиная с 1997 года компания  диверсифицирует свою деятельности став веб-порталом, который предоставляет быстрый доступ к информационной базе данных обо всех фильмах, которые были выпущены и распространены во Франции, став ведущим французским интернет-порталом в этой области. В 2005 году портал стал предоставлять также информацию о телесериалах.
В 2000 году компания была приобретёна Canal +. В 2002 году Allociné была приобретена французской медиа-корпорацией Vivendi Universal. С июня 2007 года, сервис находится в собственности американского инвестиционного фонда Tiger Global. 5 сентября 2011 года начал свою трансляция телеканал Allociné TV, который 15 апреля 2012 года прекратил свою деятельность. В июле 2013 года 98% акций Allociné за 66,9 млн евро были выкуплены инвестиционным фондом Fimalac.
Несмотря на то, что AlloCiné специализируется на продвижении новых фильмов, на его веб-сайте также имеется база данных, охватывающая все фильмы, которые были показаны во Франции, аналогичная базе данных Internet Movie Database. Также на сайте содержатся обзоры и оценки фильмов, наподобие сайту-агрегатору Rotten Tomatoes.
Главный офис компании находится в Париже на Елисейских полях.

## Alexa Internet
По статистике Alexa.com на 21 ноября 2019 года, AlloCiné находится на 1333-м месте по посещаемости в мире.